# Dujiangyan

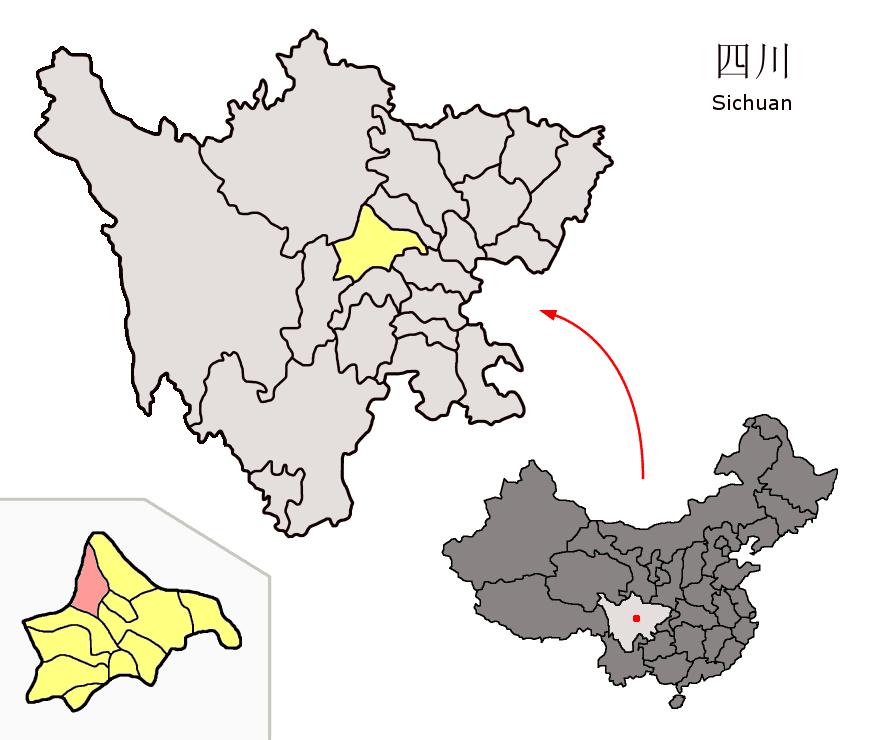
Lage von Dujiang in der Provinz Sichuan.

Dujiangyan (chinesisch 都江堰市, Pinyin Dūjiāngyàn Shì) ist eine kreisfreie Stadt, die zum Verwaltungsgebiet der bezirksfreien Stadt Chengdu in der südwestchinesischen Provinz Sichuan gehört. Sie liegt an der Stelle, wo sich der Min-Fluss (Min Jiang), nachdem er in der neuen Zipingpu-Talsperre aufgestaut wurde, aus dem Hügelland in die Chengdu-Ebene ergießt. 
Dujiangyan hat eine Fläche von 1.204 km² und 710.056 Einwohner (Stand: Zensus 2020). Administrativ setzt sich die Stadt aus 17 Großgemeinden zusammen.
Der Berg Qingcheng Shan, eine UNESCO-Welterbestätte, und der darauf befindlichen Tempel Changdao Guan liegen im Gebiet Dujiangyans.

## Stauwehrsystem
Das Dujiangyan-Bewässerungssystem steht seit 1982 auf der Liste der Denkmäler der Volksrepublik China und auf der UNESCO-Liste des Weltkulturerbes. 

## Erdbeben in Sichuan 2008
Am 12. Mai 2008 wurde die Stadt von einem schweren Erdbeben getroffen und dabei größtenteils zerstört.

## Administrative Gliederung
Dujiangyan setzt sich aus siebzehn Großgemeinden, zwei Gemeinden sowie weiteren kleineren Verwaltungseinheiten zusammen:
- Großgemeinde Guankou 灌口镇
- Großgemeinde Xingfu 幸福镇
- Großgemeinde Puyang 蒲阳镇
- Großgemeinde Zhongxing 中兴镇
- Großgemeinde Juyuan 聚源镇
- Großgemeinde Tianma 天马镇
- Großgemeinde Chongyi 崇义镇
- Großgemeinde Longchi 龙池镇
- Großgemeinde Liujie 柳街镇
- Großgemeinde Xujia 胥家镇
- Großgemeinde Anlong 安龙镇
- Großgemeinde Daguan 大观镇
- Großgemeinde Zipingpu 紫坪铺镇
- Großgemeinde Cuiyuehu 翠月湖镇
- Großgemeinde Shiyang 石羊镇
- Großgemeinde Yutang 玉堂镇
- Großgemeinde Qingchengshan 青城山镇
- Gemeinde Xiang’e 向峨乡
- Gemeinde Hongkou 虹口乡